# José Carlos Fernández Sarasola
José Carlos Fernández Sarasola (Oviedo, 1964) es un político asturiano. Entre 2015 y 2023 fue concejal en el Ayuntamiento de Gijón por Ciudadanos.

## Biografía
Nació en Oviedo y a los 4 años se muda a Gijón debido a la profesión de sus padres (maestros). Estudió primaria en el Colegio Miguel de Cervantes de La Calzada y, después, secundaria en el Instituto Jovellanos. Cursó Ingeniería Industrial en la Escuela Politécnica de Ingeniera de la Universidad de Oviedo. Comenzó a trabajar en el puerto del Musel. En 1999 entra en Telefónica y paulatinamente se convierte en alto cargo de la zona de Gijón. Una compañera de la empresa le convence en 2014 de crear la división municipal del partido político Ciudadanos en Gijón. Tiene dos hijos. vive en el barrio de La Arena.

## Vida política
En las elecciones municipales de mayo de 2015 fue el cabeza de lista de Ciudadanos y resulta elegido concejal en el Ayuntamiento de Gijón. Se convirtió en el Portavoz del Grupo Municipal Ciudadanos en la Corporación 2015-2019. Repite ambos cargos tras ser elegido de nuevo en las elecciones municipales de 2019. Su partido sería el segundo más votado, siendo el líder de la oposición en la Corporación 2019-2023 con cuatro concejales de 27.
Desde enero de 2023 pertenece a la Ejecutiva Nacional de Ciudadanos.
Fue el candidato de Ciudadanos a la alcaldía de Gijón en las elecciones municipales del 28 de mayo de 2023 y no revalidó su escaño de concejal.
En 2024 se presentó a la presidencia del Real Grupo de Cultura Covadonga.